# Kaštel Piškera
Kaštel Piškera je stara utvrda u Kaštel Kambelovcu. U blizini kaštela Jerolima Cambia izgradili su seljaci sela Kruševika dva kaštela na mjestu zvanom Piškera (Kaštel Kambelovac), nazvani su Velika i Mala Piškera. Godine 1494. zatražio je gaštald sela Kruševika Ivan Mardešić zvani Perišin od splitskog kneza pomoć za dovršenje tog kaštela (Velika Piškera). Prema tipu utvrde to je utvrđeno naselje poput Opatićinog kaštela u Kaštel Gomilici. Prema crtežu iz 18.stoljeća zaključuje se da je kaštel Piškera bio nasut prostor na hridima u moru dimenzija 34 x 24 metra, zaklonjen zidom (bedem) sa samo dvije strane: sjeverne i istočne. Od utvrde sačuvana su samo ulazna vrata i linija zida. Uz istočni zid dograđen je prostor dimenzija 9 x 11 metara (Mala Piškera).